# Budorcas taxicolor whitei
Il takin del Bhutan (Budorcas taxicolor whitei Lydekker, 1907) è una delle quattro sottospecie di takin.

## Distribuzione e habitat
In Tibet (Cina) questa sottospecie si incontra a sud del fiume Yarlung Zangbo, da Gyaca, Nangxian, Mainling, Myingchi, Cona e Lhunze, sulle pendici meridionali dell'Himalaya orientale, alle sponde occidentali della grande ansa dello Yarlung Zangbo. In Bhutan non è mai stato effettuato un censimento vero e proprio, ma gli studiosi ritengono che l'animale viva in popolazioni sparse sui fianchi delle montagne, alberati e non, lungo il confine settentrionale del Paese. Una o due popolazioni vivono su ambo le sponde del corso superiore del fiume Mo Chu. La roccaforte principale del takin nel Bhutan è il Parco Nazionale di Jigme Dorji, ma questo bovide si incontra anche nel nord dei distretti di Wangdue e Bumthang; questi animali sembrano appartenere a popolazioni distinte da quelle tibetane. In India il takin del Bhutan vive nell'Arunachal Pradesh (sia lungo i confini occidentali con il Bhutan che nelle zone nord-orientali confinanti con Cina e Myanmar) e nel Sikkim. Il takin del Bhutan abita nelle foreste sub-tropicali e subalpine, soprattutto a 2000-3500 m di quota, ma talvolta scende fino a 1500 m o sale fino alla linea degli alberi.

## Biologia
In Bhutan i takin sono diffusi nelle foreste di bambù a 1000-4500 m di altitudine, dove si nutrono di erba, gemme e foglie. Sono animali diurni, attivi di giorno, che se ne stanno immobili al sole durante le giornate più calde. D'inverno vivono in piccoli branchi, ma d'estate si raggruppano fino a formare mandrie di un centinaio di esemplari; durante i mesi invernali, specialmente nel Distretto di Gasa, i takin si spostano verso quote meno elevate e si suddividono in piccoli gruppi di 10-50 capi. Così come nei bisonti, i vecchi maschi sono spesso solitari.
Uno studio sui movimenti stagionali e sulle abitudini invernali del takin del Bhutan è stato condotto, sotto la sovrintendenza del Collegio delle Risorse Naturali dell'Università Reale del Bhutan, da Sonam Zangpo, un ufficiale forestale del Parco Nazionale di Jigme Dorji. Un altro studio sulle abitudini alimentari estive ha dimostrato che il takin è un brucatore generalista che si nutre di numerose specie di arbusti ed erbe.
Alcuni takin del Bhutan vengono allevati in cattività nella Riserva dei Takin di Motithang, a Thimphu; dal momento che vengono nutriti dai turisti, questi esemplari sono divenuti piuttosto grassi. Negli anni '80 il quarto re del Bhutan, Jigme Singye Wangchuck, ordinò che questi takin fossero rimessi in libertà, ma, dopo aver vagato per le strade di Thimphu per alcune settimane, vennero nuovamente catturati e riportati in cattività.